# Вест-Джефферсон (Алабама)
Вест-Джефферсон (англ. West Jefferson) — місто (англ. town) в США, в окрузі Джефферсон штату Алабама. Населення — 417 осіб (2020).

## Географія
Вест-Джефферсон розташований за координатами 33°38′55″ пн. ш. 87°4′5″ зх. д. / 33.64861° пн. ш. 87.06806° зх. д. (33.648529, -87.068000).  За даними Бюро перепису населення США в 2010 році місто мало площу 2,40 км², уся площа — суходіл. В 2017 році площа становила 4,75 км², з яких 4,65 км² — суходіл та 0,09 км² — водойми.

## Демографія
Згідно з переписом 2010 року, у місті мешкало 338 осіб у 151 домогосподарстві у складі 97 родин. Густота населення становила 141 особа/км².  Було 177 помешкань (74/км²).
Расовий склад населення:
| - 96,7 % — білих - 1,2 % — чорних або афроамериканців |

До двох чи більше рас належало 2,1 %. Частка іспаномовних становила 0,3 % від усіх жителів.
За віковим діапазоном населення розподілялося таким чином: 17,8 % — особи молодші 18 років, 65,3 % — особи у віці 18—64 років, 16,9 % — особи у віці 65 років та старші. Медіана віку мешканця становила 41,6 року. На 100 осіб жіночої статі у місті припадало 94,3 чоловіків;  на 100 жінок у віці від 18 років та старших — 90,4 чоловіків також старших 18 років.
Середній дохід на одне домашнє господарство  становив 57 457 доларів США (медіана — 45 938), а середній дохід на одну сім'ю — 66 740 доларів (медіана — 68 906). За межею бідності перебувало 10,2 % осіб, у тому числі 14,8 % дітей у віці до 18 років та 11,1 % осіб у віці 65 років та старших.
Цивільне працевлаштоване населення становило 167 осіб. Основні галузі зайнятості: освіта, охорона здоров'я та соціальна допомога — 17,4 %, роздрібна торгівля — 10,8 %, сільське господарство, лісництво, риболовля — 9,6 %, публічна адміністрація — 9,0 %.